# Átila Lins
Átila Sidney Lins de Albuquerque ComMM (Fonte Boa, 22 de novembro de 1950) é um economista, advogado e político brasileiro filiado ao Partido Social Democrático (PSD). Atualmente exerce o nono mandato consecutivo como deputado federal pelo estado do Amazonas.
Em seus quatro primeiros mandatos, a partir da eleição de 1990, foi eleito pelo antigo Partido da Frente Liberal (PFL). Em 2007 e 2011 elegeu-se pelo Partido do Movimento Democrático Brasileiro (PMDB), em 2014, pelo PSD, em 2018, pelo PP, e em 2022, pelo PSD novamente.

## Biografia
Formou-se em direito em 1976 e em economia em 1986, ambos os cursos pela Universidade do Amazonas. Em 1977 tornou-se auditor do Tribunal de Contas do Estado do Amazonas. O primeiro cargo legislativo de Átila Lins foi o de deputado estadual, eleito pela ARENA, partido de sustentação do regime militar, em 1978. Com o fim do bipartidarismo, foi reeleito em 1982 pelo Partido Democrático Social (PDS), ao qual havia se filiado em 1980. Em 1986 filiou-se ao PFL, e foi novamente reeleito para a Assembleia Legislativa do Amazonas. No pleito estadual seguinte, em 1990, candidatou-se a deputado federal, e conseguiu a eleição, sendo sempre reeleito consecutivamente desde então. Esteve filiado ao PFL até 2003, quando ingressou no Partido Popular Socialista (PPS) e, em 2005, migrou para o PMDB, e em 2011 para o PSD, e em 2018 para o PP.
Em abril de 2016 foi eleito por unanimidade coordenador da bancada do Amazonas, em substituição ao senador Omar Aziz.

### Mandato cassado
Em 5 de junho de 2012, o deputado Átila Lins chegou a ter seu mandato cassado por quatro votos a dois pelo pleno do Tribunal Regional Eleitoral do Amazonas, por supostas irregularidades na prestação de contas da eleição de 2010. De acordo com o TRE, o Ministério Público Estadual o acusou de omitir despesas de campanha, rejeitando sua prestação de contas. Ele teria feito viagens não declaradas ao interior do estado. Com a decisão do tribunal, Átila Lins perderia o diploma de deputado e poderia ficar inelegível por até oito anos. No entanto, o próprio TRE anulou a decisão em 1 de agosto, por três votos favoráveis à anulação e um contra. A defesa do deputado entrou com um embargo de declaração pedindo a anulação da decisão por entender que não houve direito à ampla defesa. Na segunda sessão do julgamento que cassou o mandato do deputado, havia a presença de três novos juízes que não haviam participado da primeira sessão.

### 2017
Em abril de 2017 votou a favor da Reforma Trabalhista. Em agosto de 2017 votou a favor do presidente Michel Temer, no processo em que se pedia abertura de investigação, e que poderia afastá-lo da presidência da república. O voto do deputado ajudou a arquivar a denúncia do Ministério Público Federal.

## Impeachments de Collor e Dilma
Em agosto de 1990, como deputado estadual, Lins foi admitido pelo presidente Fernando Collor à Ordem do Mérito Militar no grau de Comendador especial.
Átila Lins foi o único representante do Amazonas a estar presente tanto no processo de impeachment de Fernando Collor quanto no de processo de impeachment de Dilma Rousseff. No de Collor, em 1992, deu seu voto de apoio ao presidente. No impeachment de Dilma, no entanto, votou pela admissibilidade do processo. Disse o deputado: "Eu não errarei duas vezes. Não cometerei dois erros políticos na minha carreira". Depois do voto pró-Collor, o parlamentar passou a conviver com constrangimentos e hostilidades públicas onde era reconhecido, e teve dificuldades de se reeleger dois anos depois à Câmara Federal. Quando votou, Collor já estava cassado e o resultado não poderia mais ser alterado. Mesmo assim, manteve-se fiel.
A experiência de Átila Lins chamou a atenção da rede britânica BBC, interessada saber o que ele pensava 24 anos depois de ter votado contra o afastamento do ex-presidente Collor. Dos 27 deputados remanescentes daquele parlamento, Átila e Nelson Marquezelli, do Partido Trabalhista Brasileiro (PTB) de São Paulo foram os únicos que votaram com Collor e hoje apoiam a deposição do governo. Em sua fala à BBC, Átila disse que os dois processos têm muitas semelhanças, como o forte caráter político, e que iria reparar um erro histórico que cometera.

## Irmão sequestrado
Em dezembro de 2011 um dos irmãos de Átila Lins, o empresário Wellington Lins, presidente do Grupo Fametro Faculdade Metropolitana de Manaus (FAMETRO), em Manaus, foi sequestrado e passou mais de 7 dias no cativeiro. O sequestro terminou após o pagamento de resgate no total de um milhão de reais. Descobriu-se que um dos sequestradores era funcionário da faculdade e outros dois eram cariocas com ligações com o Comando Vermelho. Wellington Lins foi sequestrado na noite de 10 de dezembro de 2011, em seu sítio, e levado juntamente com o motorista e o caseiro. Na mesma noite a família foi contatada e o resgate pedido. Na noite do dia 12 o empresário foi libertado. A Polícia Civil do Amazonas conseguiu finalizar o caso com a prisão de todos os envolvidos e a recuperação do dinheiro pago no resgate.

## Envolvimento com desmatamento ilegal
Mensagens apreendidas pela Polícia Federal mostraram o deputado Átila Lins cobrando de Leland Barroso, ex-superintendente do Ibama no Amazonas, a reabertura de serrarias fechadas pelo órgão durante a Operação Arquimedes, deflagrada entre 2017 e 2019 no Amazonas, quando policiais e procuradores desmantelaram um esquema envolvendo empresários e agentes públicos para “esquentar” madeira extraída de áreas irregulares e vendê-la no mercado interno e externo como se fosse produto legal. O parlamentar, no entanto, não chegou a ser um dos 22 denunciados, no Amazonas, sobre envolvimento nas fraudes das licenças ambientais.
Ao analisarem o conteúdo do telefone do funcionário Barroso Leland, fiscal do Ibama responsável pelo local, os investigadores encontraram trocas de mensagens entre ele e o deputado federal Átila Lins , na época no partido Progressistas, nas quais o parlamentar pressionava Leland para reabrir serrarias que haviam sido fechadas por fiscais do Ibama semanas antes.
Às 8h25 do dia 20 de dezembro de 2018, Átila Lins envia um link para uma notícia publicada pela mídia local na qual ele afirma que 95% das serrarias do município de Manacapuru, Amazonas, seriam reabertas naquele dia. Após isso, pressionou Leland repetidamente para reabrir as madeireiras que desmatavam ilegalmente.O Procurador da República Leonardo Galiano afirmou, em entrevista coletiva, que “não houve imputação de fatos envolvendo o deputado, apenas um fato envolvendo a indicação política do superintendente. Na verdade, um contexto de questão política mesmo envolvendo algumas madeireiras de Manacapuru”, afirmou.
De acordo com o Ministério Público Federal (MPF), mensagens trocadas entre Leland e Átila Lins, interceptadas pela Polícia Federal, revelam que “o vínculo partidário fica bastante evidenciado” no contexto da nomeação do ex-gestor do Ibama no cargo que ocupou na superintendência do Ibama no Amazonas.